# Jessie Lichauco
Jessie Josephine Coe Lichauco (Isola dei Pini, 10 gennaio 1912 – 1º novembre 2021) è stata una filantropa statunitense naturalizzata filippina.

## Biografia
Nata nell'Isola dei Pini nel 1912; il padre era arrivato nell'isola dopo la Guerra ispano-americana nel 1899 e incontrò la madre di Jessie. La famiglia si trasferì in Florida a St. Augustine e studiò alla Convent School, poi perse i genitori da ragazza e si trasferì a Washington.
A Washington nel 1931 incontrò Marcial Lichauco, un giudice che lavorava in una missione con lo scopo di ottenere l'indipendenza delle Filippine dagli Stati Uniti, i due si sposarono il 29 dicembre 1933 nella Cappella dell'Università di Santo Tomás a Manila.
Entrò a far parte dell'Asociación de Damas de Filipinas e durante la Battaglia di Manila del 1945 aprì assieme al marito un ospedale di fortuna dove curarono oltre 2.000 rifugiati di guerra, dopo la fine dell'occupazione giapponese continuò l'attività filatropica presso la Settlement House di cui divenne anche presidente. 
Ha anche fondato la Red Feather Agency, che in seguito è nota come Community Chest, un'organizzazione che raccoglie fondi per le organizzazioni benefiche associate. 
Dal 1963 al 1966 il marito ha ricoperto l'incarico di ambasciatore nel Regno Unito, Danimarca, Norvegia e Svezia sotto il presidente filippino Diosdado Macapagal e Jessie ha organizzava gli eventi nelle varie ambasciate. Dopo la morte del marito nel 1971 visse qualche anno in Massachusetts dove aiutò i giovani filippini e poi ritornò a Manila a metà anni settanta.
Nel 2012 è diventata centenaria e con il Republic Act No. 10356 firmato dal presidente Benigno Aquino III ha acquisito la cittadinanza filippina per i suoi meriti in abito filantropico.